# Nemognatha piazata
Nemognatha piazata är en skalbaggsart som först beskrevs av Fabricius 1798.  Nemognatha piazata ingår i släktet Nemognatha och familjen oljebaggar.

## Underarter
Arten delas in i följande underarter:
- N. p. piazata
- N. p. palliata
- N. p. bicolor